# Roberto Pino Sepúlveda

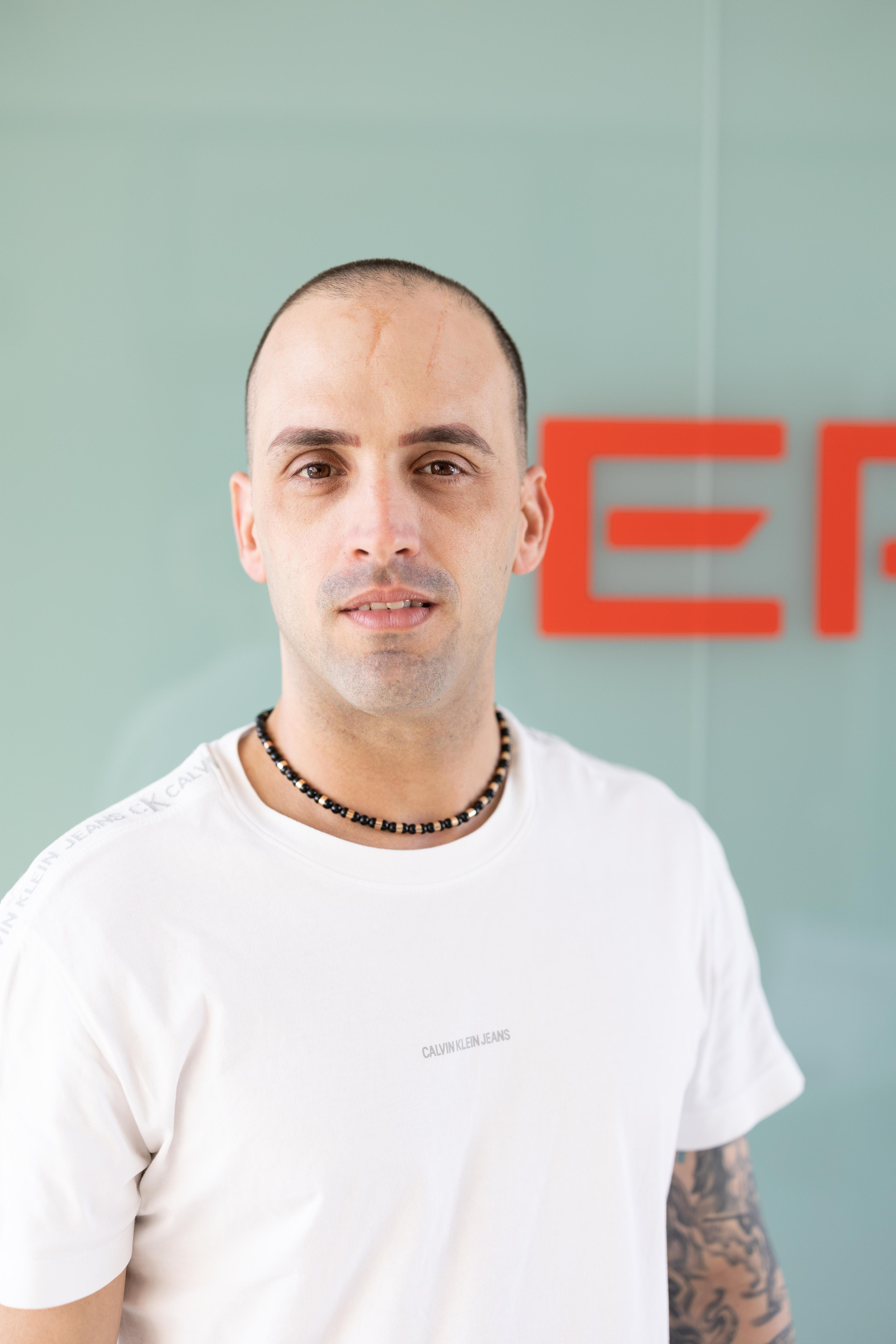
Roberto Pino Sepulveda

Roberto Pino Sepúlveda (Colón, Matanzas, 28 de diciembre de 1987), conocido como Pino, es un pintor y dibujante cubano que se caracteriza por transmitir mediante su obra expresiones y situaciones del hombre moderno y su impacto en la sociedad actual.

## Biografía
Nace el 28 de diciembre de 1987 en Colón, provincia de Matanzas. Desde los doce años de edad participa en el taller de pintura del profesor Cecilio Mursulí, esto le da la posibilidad de participar en diferentes concursos infantiles, entre ellos el concurso ´´De Donde Crece la Palma´´, en el que obtuvo un reconocimiento nacional. En este taller fue preparado para las pruebas de captación de la Escuela de Instructores de Arte ´´René Fraga Moreno´´, de Matanzas, centro en el que posteriormente comienza sus estudios artísticos. Cuando tenía 16 años conoce a José Carlos González Soler (Silí), pintor profesional que se convierte posteriormente en su amigo y es quien le facilita los primeros materiales para realizar su primer cuadro. En la actualidad continúan visitándose e intercambiando puntos de vista. En octubre de 2004 participa en el salón Manuel Mantilla Bejear, en Colón, con la obra arrepentimiento, donde comienza entonces un vínculo directo con la galería de arte José Miguel González de la misma ciudad. Participa con frecuencia en los salones de las galerías de municipios cercanos, entre los que se encuentran el ´´Jorge Arche´´ del municipio ´´Los Arabos´´, salón, pintura y escultura de la filial ACAA en Matanzas, entre otros.
Se gradúa en la escuela de instructores de arte en octubre de 2006, donde posteriormente comienza a impartir clases de su especialidad en una escuela primaria.
En noviembre del 2018 se traslada a vivir a España, continua experimentando en su obra y maneras de hacer arte. 

## Reconocimientos
26 de mayo de 2005--- Tercer premio en el segundo salón de artes plásticas de la Escuela de Instructores de Arte de Matanzas (alumnos y profesores) con la obra ´´Después de la Lluvia´´.
6 de abril de 2006---Primer premio en el salón Jorge Arche con la obra ´´El tiempo´´.
2 de agosto de 2006---Reconocimiento por la creación de un mural en el Policlínico C.J.Finlay de su municipio.
Octubre de 2006---Mención en el salón territorial ´´Manuel Mantilla Begear´´ con la obra Xenofobia.
1 de agosto de 2010--- Tercer premio en el salón territorial ´´José Miguel González´´con la obra ´´Un tipo diferente´´.
- Datos: Q6109926
- Multimedia: Roberto Pino Sepúlveda / Q6109926